# Daisansei
daisanseiは安宅伸明、脇山翔からなるバンド。

## メンバー
| 氏名     | パート | 備考 |
| -------- | ------ | --- |
| 安宅伸明 | Vo, G  | - 1992年2月17日生まれ。秋田県出身。 - ほぼ全ての楽曲の作詞作曲を手がける。 - Ukata名義でソロプロジェクトを展開。 - お笑いコンビ・健と酒井としても活動中。 |
| 脇山翔   | Key    | - 1992年生まれ。富山県出身。 |

### 旧メンバー
| 氏名         | パート | 備考                                                                              |
| ------------ | ------ | --------------------------------------------------------------------------------- |
| 川原徹也     | Dr     | - 福岡県出身。 - 2021年9月4日のライブをもって脱退。                               |
| 小山るい     | G      | - 神奈川県出身。 - 2023年1月19日にTwitterにて脱退表明。                           |
| フジカケウミ | Vo, B  | - 埼玉県出身。 - 雨のマンデーズのメンバー。 - 2025年8月31日のライブをもって脱退。 |

### サポートメンバー
| 氏名        | パート | 備考                       |
| ----------- | ------ | -------------------------- |
| りな ふくだ | Dr     | - ineの元メンバー。        |
| 三輪卓也    | G      | - アポンタイムのメンバー。 |

## 略歴

### 2019年
- 某日　安宅伸明（Vo, G）と脇山翔（Key）の2人で活動開始。
- 7月12日　大賛成名義で1st EP「箱根」をリリース[2]。
- 8月29日　大賛成名義でEggsとCINRAによるライブイベント「exPoP!!!!! volume124」に出演[3]。
- 9月23日　大賛成名義で1stシングル「デイアンドリバー」をリリース[4]。
- 某日　川原徹也（Dr）が加入。
- 12月1日　大賛成名義で2nd EP「ショートホープ」をリリース。

### 2020年
- 某日　フジカケウミ（Vo, Cho, B）が加入。
- 某日　小山るい（G）が加入。
- 2月17日　バンド名をdaisanseiに変更[5]。
- 4月29日　4カ月連続シングル第1弾「北のほうから」をリリース。
- 5月24日　4カ月連続シングル第2弾「体育館」をリリース。
- 6月24日　4カ月連続シングル第3弾「しおさい」をリリース。
- 7月29日　4カ月連続シングル第4弾「ざらめ、綿飴」をリリース。
- 10月25日　初の自主企画「あなたに大賛成 第一集」を下北沢ベースメントバーで開催。
- 11月11日　1stフルアルバム「ドラマのデー」をリリース。音楽ナタリーにインタビュー記事が掲載される[6]。
- 11月　アルバムリリースを記念して東名阪ツアーを開催[1]。

### 2021年
- 1月29日　4カ月連続シングルのリリースを発表[7]。
- 2月　テレビ東京系「じっくり聞いタロウ〜スター近況（秘）報告〜」2021年2月度エンディングテーマに「急須」が使用される。
- 7月　東名阪ツアー「daisanseiの大発見tour」を開催[8]。
- 9月4日　川原徹也が脱退[9]。

### 2022年
- 5月25日　8cm CD「root you」をリリース。同CDの発売を記念したツアー「ちっちゃな円盤、まわる」で東名阪ツアーを開催。

### 2023年
- 1月19日　小山るいが脱退[10]。
- 6月14日　12thシングル「レイコ」をリリース。
- 8月16日　13thシングル「ほたるの線」をリリース。

### 2024年
- 11月15日　14thシングル「before you leave」をリリース。

### 2025年
- 8月31日　フジカケウミが脱退[11]。

## ディスコグラフィ

### シングル

#### 大賛成名義
- 1stシングル「デイアンドリバー」（2019年9月23日リリース）

#### daisansei名義
- 2ndシングル「北のほうから」（2020年4月29日リリース）
- 3rdシングル「体育館」（2020年5月24日リリース）
- 4thシングル「しおさい」（2020年6月24日リリース）
- 5thシングル「ざらめ、綿飴」（2020年7月29日リリース）
- 6thシングル「急須」（2021年2月17日リリース）
- 7thシングル「automa」（2021年3月17日リリース）
- 8thシングル「ぬかるみ山」（2021年4月21日リリース）
- 9thシングル「えび」（2021年5月26日リリース）
- 10thシングル「ルートユー」（2021年12月8日リリース）
- 11thシングル「Yellow」（2022年2月25日リリース）
- 12thシングル「レイコ」（2023年6月14日リリース）
- 13thシングル「ほたるの線」（2023年8月16日リリース）
- 14thシングル「before you leave」（2024年11月15日リリース）

### EP

#### 大賛成名義
- 1st EP 「箱根」（2019年7月12日リリース）
- 2nd EP「ショートホープ」（2019年12月1日リリース）

#### daisansei名義
- 1st EP「ルートユー」（2022年5月25日リリース)
- 2nd EP「花々」(2022年10月14日リリース)

### アルバム
- 1stアルバム 「ドラマのデー」（2020年11月11日リリース）[6]
- 2ndアルバム 「彼は紫陽花の行方」（2023年11月8日リリース）

### CDシングル
- 「ルートユー」（2022年5月25日リリース)
- 「花々」(2022年10月15日リリース)
- 「流れ星ひとつだけ」(2022年10月15日リリース)
- 「before you leave」(2024年11月15日リリース)

## ミュージックビデオ
| 公開日         | 曲名             | 監督             | 出演                             |
| -------------- | ---------------- | ---------------- | -------------------------------- |
| 2020年6月24日  | しおさい         | 皆様ズパラダイス | あべまえば、大嶺智沙都、安宅伸明 |
| 2020年8月15日  | ざらめ、綿飴     | 大寳ひとみ       |                                  |
| 2020年11月11日 | ラジオのカセット | 安宅伸明         |                                  |
| 2021年2月17日  | 急須             | 安宅伸明         |                                  |
| 2021年3月17日  | automa           | 梁佳緒里         |                                  |
| 2021年5月1日   | ぬかるみ山       | エンダ           | 内野七星、SORA                   |
| 2022年1月20日  | ルートユー       | 服部健太郎       | 富田貴之、長屋こころ             |
| 2022年10月14日 | 花々             | 宮下太輔         |                                  |
| 2022年11月18日 | 晴間を追い       | 安宅伸明         |                                  |
| 2023年7月6日   | レイコ           | 細谷謙介         |                                  |

## ワンマンライブ / 主催イベント / 共同企画
2020年
10月25日　あなたに大賛成 第一集＠下北沢BASEMENT BAR＜出演者＞daisansei / がつぽんず / Saboten Neon House
2021年
2月17日　あなたに⼤賛成 第2集＠渋谷チェルシーホテル
5月15日　あたくキッチンvol.1「あたくキッチン爆誕!の巻」@下北沢mona records＜出演者＞（O.A.）安宅伸明（daisansei）/ フレディーマーズのセキネと正月 / KD（キイチビール&ザ・ホーリーティッツ）
7月1日　「daisanseiの大発見」ツアー＠名古屋CLUB UPSET
7月2日　「daisanseiの大発見」ツアー＠大阪Pangea
7月7日　あたくキッチンvol.2「七夕に集いし者たちの巻」@下北沢mona records＜出演者＞（O.A.）安宅伸明（daisansei）/ ひとりハイエナカー / KD（キイチビール&ザ・ホーリーティッツ）
7月10日　「daisanseiの大発見」ツアー＠下北沢BASEMENT BAR
9月1日　あたくキッチンvol.3「スイーツパラダイスの巻」@下北沢mona records＜出演者＞（O.A.）安宅伸明（daisansei）/ フレディーマーズのセキネと正月 / KD（キイチビール&ザ・ホーリーティッツ） / 西沢成悟(メメタァ)
11月8日　あたくキッチン「とん汁とおにぎりの巻」@下北沢mona records＜出演者＞あたくとフジカケ（daisansei）/ ふたりハイエナカー / 夏目一眞とaochan(ポールプール)
2022年
1月6日　あたくキッチン「雪降らずとも、真白のいちご大福の巻」@下北沢mona records＜出演者＞あたくとフジカケ（daisansei）/ 望月志保（宇宙団）/ おーたけ@じぇーむず（一寸先闇バンド）
2月27日  daisansei×THREE共同企画「短篇」vol.1＜出演者＞daisansei / ポールプール / 阿佐ヶ谷ロマンティクス
3月1日　あたくキッチン「ついの辛ぇものの巻」@下北沢mona records＜出演者＞らすてぃーa.k.a.モリカホ / 屋敷と安宅 / kiss the gambler / (O.A.)ひとりティンペッツ＆ざしきわらし
3月26日　mona records 18th Anniversary × daisansei 共同企画 「金平糖と望遠鏡」@下北沢mona records＜出演者＞ぎがもえか / 永原真夏(音沙汰) / daisansei
6月9日〜6月25日　root you発売記念ツアー「ちっちゃな円盤、まわる」6/9(木)大阪Pangea, 10(金)名古屋K.Dハポン, 25(土)下北沢BASEMENT BAR
10月15日　daisansei 1st oneman live 晴々＠下北沢THREE BAR